# پیشخان
پیشخان، روستایی از توابع دهستان پیشخان بخش مرکزی شهرستان صومعه‌سرا در استان گیلان ایران است.

## جمعیت
این روستا در دهستان پیشخان قرار دارد و براساس سرشماری مرکز آمار ایران در سال ۱۳۸۵، جمعیت آن ۸۱۷ نفر (۲۴۳خانوار) بوده‌است.